# Rambler (cigarettmärke)

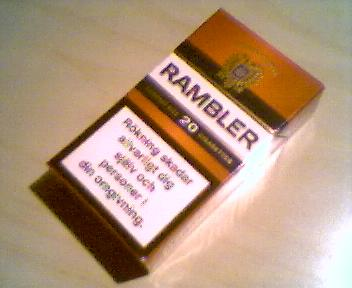
Ett paket Rambler Red 20-pack.

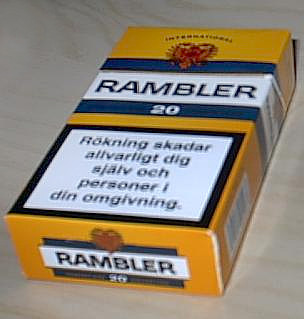
Ett paket Rambler Yellow 20-pack.

Rambler var ett cigarettmärke från det danska tobaksbolaget House of Prince.
Rambler är en compact size-cigarett, vilket betyder att den har ett tunnare format (0,68 cm i diameter) än andra cigaretter på marknaden. En Rambler är 8,4 cm lång och består av tobaksblandningen American blend.
Rambler lanserades i Sverige under år 2005.

## Rambler Red
- Tjära 10 mg
- Nikotin 0,9 mg
- Kolmonoxid 10 mg

## Rambler Yellow
- Tjära 6 mg
- Nikotin 0,6 mg
- Kolmonoxid 6 mg